# WCHL 1923/24
Die Saison 1923/24 war die dritte reguläre Saison der Western Canada Hockey League (WCHL). Meister wurden die Calgary Tigers.

## Teamänderungen
Folgende Änderungen wurden vor Beginn der Saison vorgenommen:
- Die Saskatoon Sheiks änderten ihren Namen in Saskatoon Sheiks.

## Modus
In der Regulären Saison absolvierten die vier Mannschaften jeweils 30 Spiele. Die beiden Erstplatzierten spielten anschließend in einer Playoffserie in Hin- und Rückspiel gegeneinander, wobei die Mannschaft mit dem besseren Torverhältnis aus beiden Spielen WCHL-Meister wurde und in die Stanley Cup Challenge einzog. Für einen Sieg erhielt jede Mannschaft zwei Punkte, bei einem Unentschieden einen Punkt und bei einer Niederlage null Punkte.

## Saisonverlauf
In der regulären Saison spielte die Liga wie im Vorjahr in einem gemeinsamen Spielplan mit den Mannschaften der Pacific Coast Hockey Association. Während sie im Vorjahr noch die Mehrzahl der Spiele verloren, konnten die WCHL-Teams in dieser Spielzeit 29 von 48 Spielen gegen die PCHA-Konkurrenz für sich entscheiden. In der Playoff-Serie setzte sich Calgary mit 4:2 Toren gegen Regina durch.

## Tabelle Reguläre Saison
Abkürzungen: GP = Spiele, W = Siege, L = Niederlagen, T = Unentschieden, GF = Erzielte Tore, GA = Gegentore, Pts = Punkte
|                  | GP | W  | L  | T | GF | GA | Pts |
| ---------------- | -- | -- | -- | - | -- | -- | --- |
| Calgary Tigers   | 30 | 18 | 11 | 1 | 83 | 72 | 37  |
| Regina Capitals  | 30 | 17 | 11 | 2 | 83 | 67 | 36  |
| Saskatoon Sheiks | 30 | 15 | 12 | 3 | 91 | 73 | 33  |
| Edmonton Eskimos | 30 | 11 | 15 | 4 | 69 | 81 | 26  |

## Playoffs
- Calgary Tigers – Regina Capitals 2:2/2:0

## Stanley Cup Challenge
Im Halbfinale um den Stanley Cup setzten sich die Calgary Tigers gegen die Vancouver Maroons, den Meister der Pacific Coast Hockey Association, durch. Im Finale trafen die Tigers auf die Canadiens de Montréal aus der National Hockey League, denen sie in einer Best-of-Three-Serie mit 0:2 Siegen unterlagen.